# Statues
Statues ist das vierte Studioalbum der Band Moloko.

## Songinfos
Vor diesem Album beendeten Róisín Murphy und Mark Brydon ihre private Beziehung.
Die Songs handeln von Schmerz („Forever More“), Trauer („Statues“ und „Over & Over“), aber auch Spaß haben („Come On“ und „100 %“).
Das Album wurde von Mark Brydon produziert und von Live-Keyboarder Eddie Stevens und Mark Brydon arrangiert.

## Trivia
"Statues" enthält auch eine DVD mit allen Musikvideos des Duos.
Das Album erreichte Platz 12 und Platz 18 in den deutschen und englischen Charts. Es ist damit das erfolgreichste Album der Band.
Für die Promotion gingen sie fast 18 Monate auf Tour durch Europa und Australien.

## Titelliste
Track 1 - 10 / Musik & Text: Mark Brydon, Róisín Murphy
1. Familiar Feeling – 6:30
2. Come On – 4:40
3. Cannot Contain This – 5:39
4. Statues – 5:23
5. Forever More – 7:20
6. Blow X Blow – 3:12
7. 100 % – 5:12
8. The Only Ones – 4:13
9. I Want You – 5:05
10. Over & Over – 9:51

## Single-Auskopplungen
- 2002 – Familiar Feeling (D 72, GB 10)
- 2003 – Forever More (D 96, GB 17)
- 2003 – Cannot Contain This

## Kritik
"Crème de Pop mit Cocktailkirsche und Puderzucker oben drauf." laut.de